# Кері (округ Вуд, Вісконсин)
Кері (англ. Cary) — місто (англ. town) в США, в окрузі Вуд штату Вісконсин. Населення — 424 особи (2010).

## Демографія
Згідно з переписом 2010 року, у місті мешкали 424 особи в 177 домогосподарствах у складі 128 родин. Було 256 помешкань
Расовий склад населення:
| - 99,5 % — білих - 0,2 % — вихідців з тихоокеанських островів - 0,2 % — азіатів |

До двох чи більше рас належало 0,0 %. Частка іспаномовних становила 2,8 % від усіх жителів.
За віковим діапазоном населення розподілялося таким чином: 22,2 % — особи молодші 18 років, 58,2 % — особи у віці 18—64 років, 19,6 % — особи у віці 65 років та старші. Медіана віку мешканця становила 44,0 року. На 100 осіб жіночої статі у місті припадало 100,0 чоловіків; на 100 жінок у віці від 18 років та старших — 100,0 чоловіків також старших 18 років.
Середній дохід на одне домашнє господарство становив 65 041 долар США (медіана — 56 458), а середній дохід на одну сім'ю — 76 245 доларів (медіана — 59 821). Медіана доходів становила 47 500 доларів для чоловіків та 37 656 доларів для жінок. За межею бідності перебувало 7,7 % осіб, у тому числі 0,0 % дітей у віці до 18 років та 11,4 % осіб у віці 65 років та старших.
Цивільне працевлаштоване населення становило 230 осіб. Основні галузі зайнятості: виробництво — 23,9 %, освіта, охорона здоров'я та соціальна допомога — 23,9 %, транспорт — 9,1 %, роздрібна торгівля — 9,1 %.